# 筒井巧
筒井 巧（つつい たくみ、1964年7月3日 - ）は、日本の俳優、声優、忍術家。大阪府出身。青年座映画放送所属。既婚。

## 来歴・人物
大阪府立吹田東高等学校、大阪芸術大学環境計画学科卒業。
1980年、高校在学中に劇団伽羅倶梨に入団して演劇活動を開始。
1984年に『母娘戦争』で俳優デビュー。
1987年に大学を卒業し、同年8月に上京して劇団青年座に入る。
1988年、特撮テレビドラマ『世界忍者戦ジライヤ』で、磁雷矢に変身する主人公・山地闘破を演じ、初主演を果たした。
『釣りバカ日誌』シリーズの赤井役や、『監察医・室生亜季子』シリーズの助教授・八橋要役として、長期に亘ってレギュラーで出演を果たした。
1996年からは声優としても活動しており、主に吹き替えを中心に活躍している。
2015年、『手裏剣戦隊ニンニンジャー』の第34話でゲスト出演し、26年ぶりに山地闘破/磁雷矢役を演じた。
2019年、『世界忍者戦ジライヤ』での共演、忍術指導の縁で弟子入りしていた戸隠流忍術第三十四代宗家初見良昭に、戸隠流忍術第三十五代宗家に指名された。
特技は卓球。戸隠流忍術第三十五代宗家。

## 出演（俳優）

### 映画
- おろしや国酔夢譚（1992年、東宝）
- 寒椿（東映）
- 釣りバカ日誌（松竹） - 赤井 役
  - 釣りバカ日誌5（1993年）
  - 釣りバカ日誌スペシャル（1994年）
  - 釣りバカ日誌7（1995年）
  - 釣りバカ日誌8（1996年）
  - 釣りバカ日誌9（1997年）
  - 釣りバカ日誌10（1998年）
  - 釣りバカ日誌イレブン（2000年）
  - 釣りバカ日誌12 史上最大の有給休暇（2001年）
  - 釣りバカ日誌13 ハマちゃん危機一髪!（2002年）
  - 釣りバカ日誌14 お遍路大パニック!（2003年）
  - 釣りバカ日誌15 ハマちゃんに明日はない!?（2004年）
  - 釣りバカ日誌16 浜崎は今日もダメだった♪♪（2005年）
  - 釣りバカ日誌17 あとは能登なれハマとなれ!（2006年） - 海老名 役
  - 釣りバカ日誌18 ハマちゃんスーさん瀬戸の約束（2007年）
  - 釣りバカ日誌19 ようこそ!鈴木建設御一行様（2008年） - 海老名 役
  - 釣りバカ日誌20 ファイナル（2009年）
- サラリーマン専科（1995年）
- 瀬戸内ムーンライト・セレナーデ（1997年）
- 郡上一揆（2000年） - 吉右衛門 役
- NIN×NIN 忍者ハットリくん THE MOVIE（2004年、東宝） - 刑事 役
- 草の乱（2004年） - 片岡健吉 役
- 母のいる場所（2005年）
- 武士の一分（2006年）
- 母べえ（2008年）
- おとうと（2010年） - 結婚式司会者 役
- ソロモンの偽証 後篇・裁判（2015年4月11日、松竹） - 神原悟 役
- アウターマン（2015年） - 福山博士 役
- 大怪獣モノ（2016年） - 桐原教授 役
- クリーピー偽りの隣人（2016年）
- 空飛ぶタイヤ（2018年） - 進藤治男 役
- HE-LOW THE SECOND（2019年）
- スモーキー・アンド・ビター（2020年）
- 夜明けを信じて。（2020年10月） - 橋田元審査部長 役
- 龍帝外伝《第一章》DIRTY HAWK（2021年4月、市原剛監督） - 警視総監・北条巧 役（特別出演）[7]
- ムーンライト・ダイナー（2021年）
- 密殺! THE MISSATSU ROAD TO THE HELL（2022年6月劇場公開、坂東聖監督） - 秘密警察「特捜密殺員」副司令・千葉友矩 役（特別出演）[8]
- 峠最後のサムライ（2022年6月）
- 真龍帝外伝（2022年8月劇場公開、市原剛監督） - 警視総監・北条巧 役（特別出演）[7]
- 龍帝外伝《最終章》（2023年4月劇場公開、市原剛監督） - 警視総監・北条巧 役（特別出演）[7]
- 密殺! II THE MISSATSU 激闘篇（2023年4月劇場公開、坂東聖監督） - 秘密警察「特捜密殺員」副司令・千葉友矩 役（特別出演）[8]
- 宮古島ふたたヴィラ再会ぬ海（2024年）
- 龍帝外伝《新章》LEGEND OF DRAGON（2024年12月劇場公開、市原剛監督） - 警視総監・北条巧 役（特別出演）[9]

### テレビドラマ
- 壬生の恋歌 第16話「甦った女」（1983年、NHK） - 谷周平 役 ※クレジットは筒井功
- 母娘戦争（1984年、毎日放送）
- 夜のAタイム・カバーボーイ
- 部長刑事 第1365話「殺人契約愛人」（朝日放送）
- しあわせの国 青い鳥ぱたぱた?（1985年、NHK）
- 銀河テレビ小説 まんだら屋の良太（1986年） - ゲン 役
- 都の風
- ドラマ23とまどいの日々す（1987年、TBS）
- 桃色学園都市宣言（1987年、CX）
- 世界忍者戦ジライヤ（1988年 - 1989年、テレビ朝日） - 山地闘破 / 磁雷矢 役（主演）
- 坂本龍馬（1989年、TBS）
- 翔んでる!平賀源内（1989年、TBS） - 神原三之介 役
- 水戸黄門 第19部 第12話「仇討ち悲願の名人芸・一関」- 清吉 役
- 予備校ブギ 第1話「恋の第一志望」・第4話「恋の試験に範囲はありません」・第12話「合格発表」（1990年） - 茂樹の兄 役
- 特警ウインスペクター 第20話「熱いKOパンチ!」（テレビ朝日） - 相沢圭二 役
- 浮浪雲
- 不思議少女ナイルなトトメス 第6話「チョコレート好きな悪魔」（1991年、フジテレビ）
- 暴れん坊将軍（テレビ朝日）
  - 暴れん坊将軍IV 第21話「一大事! 花嫁は鬼っ子姫」（1991年） - 片桐彦九郎 役
  - 暴れん坊将軍IV 第43話「戦慄! 狙われた養生所」（1992年） - 秋山正吾 役
  - 暴れん坊将軍VI 第29話「悲恋を斬る武士道」（1995年） - 宮田数馬 役
  - 暴れん坊将軍VIII 第7話「美しき婚約者の悩み」（1997年10月25日） - 兵藤数馬 役
- 八百八町夢日記 第2シリーズ  第13話「ツいてない男」（1992年、日本テレビ） - 井筒 役
- 刑事貴族2 第38話「愛ゆえに」（1992年、日本テレビ） - 山科刑事 役
- ドラマ30許されぬ唄 中部日本放送
- 金曜ドラマシアターザ・スクープ（フジテレビ）
- 将軍家光忍び旅II  第9話「鳥居峠 葵の印籠を持った女」（テレビ朝日） - 保科正之 役
- トーキョー国盗り物語（1993年、NHK）
- あばれ八州御用旅 第4シリーズ 第4話「悲恋の行方! 欺かれた八州廻り」（1994年、テレビ東京） - 小杉由次郎 役
- 火曜サスペンス劇場（日本テレビ）
  - 女優
  - まりえの客（1994年10月18日）
  - 検事・霧島三郎2（1997年12月2日）
  - 盲人探偵・松永礼太郎
    - 5 逆恨み（1995年9月19日）
    - 11 香水迷路（1999年6月1日） - 刑事・南 役

  - 地方記者・立花陽介9 信州上田通信局（1997年6月3日）
  - 刑事・鬼貫八郎7 憎悪の化石（1997年12月2日） - 東中野警察署・田代刑事 役
  - わが町X（1998年3月17日）
  - 逃げる女（1999年1月5日） - 友部明夫 役
  - 街の医者・神山治郎3 乳房喪失（2002年5月14日） - サラリーマン、小料理店「もとむら」経営・元村清美の元・夫、岡部 役
  - 事件記者・三上雄太2 帰らぬ母娘のピアノの連弾〜水死体の恋人が浮かぶ安曇野の川と密室の救急治療（2005年5月3日）
  - 監察医・室生亜季子　- 助教授・八橋要 役
    - 25 死亡推定時間（1999年5月4日）
    - 27 複合死因（2000年1月18日）
    - 28 偽装死体（2000年10月10日）
    - 29 不完全な心中（2001年1月23日）
    - 30 震える顔（2001年10月2日）
    - 31 母の波涛（2002年3月19日）
    - 33 笑った似顔絵（2003年7月8日）
    - 34 追憶（2004年1月6日）
    - 35 墜転落死（2004年11月9日）
    - 36 母子鑑定（2005年1月11日）
    - 火曜ドラマゴールド 監察医・室生亜季子 最後の解剖（2007年3月27日）
- 土曜ワイド劇場（テレビ朝日）
  - 聖夜の逃亡者 - 国立署刑事 役
  - 牟田刑事官事件ファイル
    - 20 狙われた婚約者（1995年1月28日） - 秋村の元･彼女･トモコの婚約者 役
    - 27 横浜〜米子連続殺人!（1999年10月9日）

  - 牟田刑事官VS終着駅の牛尾刑事VS事件記者冴子4　マリッジ（2004年12月25日） - 小村伸夫 役
  - 日舞名門 - 家元相続殺人事件!
  - ぽっかや事件カルテ5 さいはての岬に立つ女（2006年3月11日）
  - 山村美紗サスペンス 京都お茶会殺人事件
  - 検事・朝日奈耀子10（2011年2月12日） - ムライ八王子運送社長・村井洋一 役
  - 火災調査官・紅蓮次郎13（2012年11月10日） - 殉職消防官・鳴海一郎 役
  - 人類学者・岬久美子の殺人鑑定3（2013年3月2日） - タクシー運転手・徳田孝行 役
  - 私は代行屋! 事件推理請負人4（2015年8月22日） - 「一条会」理事・徳永久志 役
- 遠山の金さんVS.女ねずみ第7話「お白州で火縄銃殺人の再現!」（テレビ朝日） - 清吉 役
- はぐれ刑事純情派（テレビ朝日）
  - 第11シリーズ 第26話「悪徳弁護士殺害の謎!? 最果て人情ノサップ岬・島を見つめる女」（1998年9月23日）
  - 第13シリーズ（2000年） - 小笠原孝之 役
  - 第14シリーズ（2001年） - 立花健治 役
  - 第14シリーズ 第22話（2001年） - 新藤真也 役
  - 第15シリーズ 第25話「包丁を抱く女！安浦家に大事件が!?」（2002年9月25日） - 中里克敏 役
  - 第16シリーズ 第10話「狙われた六月の花嫁」（2003年6月4日） - 南条敏博 役
  - 第17シリーズ 第5話「妻が見た三角関係!カラスの女房殺人事件!?」（2004年8月4日） - 夏木雄二 役
- 木曜洋画劇場（テレビ東京）
  - 特別企画 / 夫婦の見積り・私は女引越し屋（1996年）
  - 特別企画 / 私は女引越し屋2（1998年）
- 竜馬がゆく（1997年、TBS） - 岡本健三郎 役
- 御家人斬九郎 第2シリーズ 第10話「おみなえし」（フジテレビ） - 同心・榊数馬 役
- 氷の世界 第11話「愛するということ」（フジテレビ）
- ドラマ30 いばらの償い（毎日放送）
- 夫婦ってなに? 私は女引っ越し屋3（テレビ東京）
- 金曜エンタテイメント おばさんデカ 桜乙女の事件帖8（フジテレビ）
- ストレートニュース（2000年、日本テレビ） - ニュースキャスター 役
- 水曜日の情事（フジテレビ）
- ウルトラマンコスモス（2002年、毎日放送） - ハズミ科学主任 役
- 御家人斬九郎 第5シリーズ  第5話「ゆうれい長屋」（フジテレビ） - 宗近右近 役
- 年下の男 第11話「想像もできない結末…」（2003年、TBS）
- 月曜ドラマスペシャル 女タクシードライバーの事件日誌 殺意の交差点
- 月曜ミステリー劇場（TBS）
  - 父が来た道
- 月曜ゴールデン（TBS）
  - 21歳で逝った友へ…感動ドラマSP 明日もまた生きていこう - 横山和夫 役
  - 無敵のおばさん小早川千冬正義の事件簿 - 本田刑事 役
  - 警視庁心理捜査官・明日香4（2014年6月16日） - 白駒英司（白駒律子の夫） 役
- 月曜名作劇場（TBS）
  - みなと署落とし物係 秘密捜査官 危険な二人1 京都・神戸・奈良 殺人トライアングル（2017年3月6日） - 古室武 役
- 危険なアネキ 第10話「顔だけイイ女が大逆転」（フジテレビ）
- おみやさん4 FILE.NO10「高級京友禅に秘めた殺意!! 愛娘に裏切られた老舗旅館女将!」（テレビ朝日） - 潮喜三郎 役
- 女刑事みずき〜京都洛西署物語〜 第7話「時効直前…逃亡犯を愛した女」（テレビ朝日） - 新村省吾 役
- ドラマ30 みこん六姉妹
- 相棒（テレビ朝日）
  - Season 6 第1話「複眼の法廷」（2007年10月24日） - 判事・佐光一 役
  - Season 9 第11話「死に過ぎた男」（2011年） - 津島崇 役
  - Season 20第13話「死者の結婚」(2022年1月26日) - 多岐川直樹 役
- ULTRASEVEN X Episode5「PEACE MAKER」 - 研究員 役
- 無理な恋愛 第8話「人間ドックで再検査」（2008年、関西テレビ）
- 都市伝説セピア アイスマン  （2009年、WOWOW） - カズキの父 役
- その男、副署長 第3シリーズ（テレビ朝日） - 水口記者 役
- わたしが子どもだったころ  第95回「大林素子」（2010年、NHK） - バレー部監督 役
- 無敵のおばさん（2010年）
- 水曜シアター9 鉄道警察・清村公次郎6〜SLニセコ号殺意の汽笛（テレビ東京）
- 水戸黄門 第42部 第7話「じゃじゃ馬姫の逃避行 -金沢-」（TBS） - 嘉助 役
- よる☆ドラ 本日は大安なり（2012年、NHK）
- 火災調査官・紅蓮次郎11（2012年）
- 浪花少年探偵団（2012年）
- ハンチョウ〜警視庁安積班〜 シリーズ6 第8話（2013年、TBS）
- 金曜ロードSHOW! リバース〜警視庁捜査一課チームZ〜（2013年、日本テレビ）
- 金曜プレステージ 警部補・佐々木丈太郎6（2013年、フジテレビ） - 佐藤康弘 役
- 未解決事件 (NHKスペシャル)（2013年） - 横地栄一 役
- 刑事110キロ 第2シリーズ 最終話（2014年、テレビ朝日） - 立花雅彦 役
- 赤と黒のゲキジョースペシャルドラマ 上流階級〜富久丸百貨店外商部〜（2015年、フジテレビ）
- 手裏剣戦隊ニンニンジャー 忍びの34「伝説の世界忍者、ジライヤ参上!」（2015年、テレビ朝日） - 山地闘破 / 磁雷矢 役
- 武蔵忍法伝 忍者烈風（2015年、TOKYO MX） - 善風巧 / 忍者雷（いかずち） 役
- 新・牡丹と薔薇（2015年、フジテレビ） - 警察官 役
- コウノドリ（2015年） - 清水浩一 役
- 99.9-刑事専門弁護士- 第1話（2016年4月17日、TBS） - 裁判長 役
- ドクターX〜外科医・大門未知子〜 スペシャル（2016年7月3日、テレビ朝日）
- 仮面ライダーゴースト 第39・40話（2016年、テレビ朝日） - 篠崎良介 役
- 妖ばなし 第十二話「置行堀」（2017年、TOKYO MX） - 川波正治 役
- 広域警察9（2017年9月21日） - ふくしま牧場 社長・福島健介 役
- 白日の鴉 （2018年1月11日、テレビ朝日） - 裁判長 役
- 月曜名作劇場
  - 「十津川警部シリーズ (内藤剛志)7」（2018年12月10日、TBS） - 米川正 役
- 刑事7人（2019年） - 山下崇 役
- 月曜プレミア8
  - 「当番弁護士 梶原藤子の事件ファイル」（2020年） - 梶原善男 役
- バベル九朔 第5話（2020年、日本テレビ） - キャスター 役
- 連続テレビ小説「エール」第91話（2020年、NHK）
- 警視庁強行犯係 樋口顕 第5話「路標」（2021年、テレビ東京）
- 漂着者（2021年、テレビ朝日）
- 女系家族（2021年、テレビ朝日）
- 王様に捧ぐ薬指 第3話（2023年、TBS） - 牧師 役

### Vシネマ
- 江戸むらさき特急（1995年） - 徳川吉宗 役
- 博徒道 襲名披露（2004年） - 本宮ハルキ（須藤一家本宮のせがれ） 役
- 特捜戦隊デカレンジャー 10 YEARS AFTER（2015年、東映） - キャリーの父 役[10]

### 舞台
- Bigカーニバル（1983年）
- センチメンタル吸血鬼物語（1983年）
- 油揚げ喰ったお嫁さん（1984年）
- ホモサピエンスTHE曼荼羅（1984年）
- ヘンゼルとグレーテル（1985年）
- ガリレオガリレイは固茹卵とブラムースがお好き（1985年）
- さるじぞう（1986年）
- オズの魔法使い（1986年）
- ラークライズ（1990年）
- Yesterday once more（1995年）
- 屋根の上のヴァイオリン弾き（1996年）
- おえん（1986年）
- 屋根の上のヴァイオリン弾き（1998年） - ヒョートカ 役
- 表白のとき（2001年）
- 青春の賦（2002年） - 北村透谷 役
- ミュージカル きかんしゃトーマスとなかまたち（2005年）
- 太宰治の生涯（2006年） - 田中英光
- 紫式部ものがたり（2008年）
- ガブリエル・シャネル（2009年） - ジャン・コクトー 役
- うちき - 渡辺渡
- ガブリエル・シャネル（2010年、2011年） - ジャン・コクトー 役
- 夜曲放火魔ツトムの優しい夜（2011年）
- 忠臣ぐらっちぇ（2012年）
- テロリストは山手線に乗る（2013年）
- 土佐堀川（2017年）
- ソング・オブ・ラブ・アクチュアリー（2020年）
- 僕と彼女の残酷な嘘（2021年）
- 艶姿純情BOY（2021年）
- ボクと7通の手紙（2021年）
- だめんずウォーカー（2022年）
- 九識のスプリント 〜いざ、駆ける瞬間〜（2021年10月）[11]
- 電車を止めるな！（2022年）
- 何故その女は水着になるのか（2022年）
- ひとくず（2022年）
- 板の上の二人と三人そして一人（2022年、2024年）
- 原色★歌謡曲図鑑（2023年） - 筒井太平 役[12]
- あこのありが豆腐（2023年）
- ヌーのコインロッカーは使用禁止（2023年）
- 名探偵サトラレ（2024年）
- 新コオロギからの手紙（2024年）
- その男ホーネット加藤（2024年）

### バラエティ
- 未来創造堂（日本テレビ）
- クイズ!脳ベルSHOW（BSフジ）

### CM
- 丸大食品 ジライヤソーセージ
- トヨタ自動車 トヨタ・ターセル 4代目前期
- 日産自動車 日産・セレナ 3代目
- 花王 エコナ ギフト編
- ローソン ローソンアイス
- ナカバヤシ フエルアルバム
- 日本コンピューター学院
- 日刊 賃貸住宅ニュース
- メガネスーパー
- キリンビール
- 旭化成 ヘーベルハウス3階建て
- JAL
- ヤマサ醤油 吟醸醤油
- 共同石油 GP-1プラス
- ニッサン パルサー
- 花王 マイペット
- NTT ファックス
- 日清製粉 ナンバーワンひやむぎ/そうめん
- 三和鋼材
- 日興証券 るいとう
- ファミリーマート リンゴジュース
- シャープ 液晶ビューカム
- トヨタ ビスタ
- 三菱 ノートパソコン
- NEC 98ノートLavie
- ニチレイ 今夜は酢豚をつくろう
- メガネストアー
- ANA マイレージクラブ
- 不二家 ショートケーキ
- ダノン ヨーグルト
- リクルート あるじゃん
- 藤沢薬品 エージーノーズ
- ロート製薬 パンシロン・トラベルNOW
- 大成建設 パルコン
- アサヒビール
- ミツカン すし酢
- 東京ガス
- 花王 健康エコナ
- NTT東日本 ゴルファーズBB
- アリコジャパン
- ファンケル 発芽玄米
- JR東海 そうだ、京都行こう。夏、比叡山編
- サントリー ザ・プレミアム・モルツ
- ロッテ アーモンドチョコレート
- サントリー  BOSS「ヘッドライト・テールライト2019」篇

## 出演（声優）

### 吹き替え

#### 洋画
- アニー2（アスプ（デヴィッド・ツェー））
- ウインドトーカーズ
- ウェイクアップ!ネッド
- ヴェロシティ・ラン
- 8ヘッズ
- コールド・ブラッド/殺しの紋章（フィリー・コモ（デヴィッド・ソーントン））
- ザ・ケイプ 宇宙からの生還
- ザ・ハリケーン
- ジュマンジ
- スター・ウォーズ エピソード2/クローンの攻撃（オーウェン・ラーズ（ジョエル・エドガートン））
- 戦慄のストーカー/ある女子学生の場合（ルイス）
- デッドマンズ・カーブ
- トゥームレイダー2（ジミー・ペトラッキ（ファビアーノ・マーテル））※テレビ朝日版
- 陪審員
- 配達人
- フル・ブラッド
- F.L.E.D./フレッド（レイ（ビル・ベラミー））
- 待ちきれなくて
- マチルダ
- メジャーリーグ2
- メン・イン・ブラック（ニュートン（デヴィッド・クロス））※ソフト版
- メン・イン・ブラック2（ニュートン（デヴィッド・クロス））※ソフト版
- ラスト・スクリーム
- 霊幻道士7 ラストアクションキョンシー

#### 海外ドラマ
- 美しき日々
- オビ＝ワン・ケノービ（オーウェン・ラーズ（ジョエル・エドガートン））
- サンフランシスコの空の下
- 名探偵モンク #2
- ロズウェル - 星の恋人たち（ショーン・デ・ルカ）

#### 海外アニメ
- パーシーとどうぶつたち（リス）

### テレビアニメ
- シンデレラ物語（1996年、ダンスの先生）
- 名探偵コナン（1996年、二階堂優次）
- ヨシモトムチッ子物語（1998年、ハンサムムシ）
- ワイルドアームズ トワイライトヴェノム（1999年、バラード）
- 怪人開発部の黒井津さん（2022年、第11話ナレーション）

### OVA
- 銀河英雄伝説（1994年）

## 音楽

### アルバム
| 題名                          | 発売年 | レーベル       | 備考                            |
| 世界忍者戦ジライヤ ヒット曲集 | 1988年 | 日本コロムビア | 挿入歌「輝け! ジライヤ」 を歌唱 |